# William Christie (dyrygent)
William Lincoln Christie (ur. 19 grudnia 1944 w Buffalo) – amerykański dyrygent osiadły we Francji

## Życiorys
Urodził się w Buffalo. Na Uniwersytecie Harvarda studiował historię sztuki, a na Yale grę na fortepianie, organach i klawesynie. Poznał Ralpha Kirkpatricka, który zaszczepił w nim zamiłowanie do muzyki francuskiej. Na stałe przyjechał do Paryża w 1971. Kontynuował naukę gry na klawesynie u Kennetha Gilberta i Davida Fullera.
Od 1979 jego kariera nabrała rozpędu przy współpracy z Les Arts Florissants. Wraz z grupą skupił się głównie na wykonywaniu muzyki angielskiej, francuskiej i włoskiej XVII i XVIII wieku. Przyczynił się do popularyzacji muzyki francuskiej tego okresu.
Christie był regularnie zapraszany przez wielkie orkiestry do współpracy, dwukrotnie brał udział w festiwalu w Glyndebourne z operami Georga Friedricha Händla: Theodora w 1996 i Rodelinda w 1998. Jednak główny nurt jego działalności stanowi wykonywanie muzyki francuskiej, takich kompozytorów jak Marc-Antoine Charpentier, Jean-Philippe Rameau, François Couperin.